# 紀元前168年
紀元前168年（きげんぜん168ねん）は、ローマ暦の年である。

## 他の紀年法
- 干支 : 癸酉
- 日本
  - 孝元天皇47年
  - 皇紀493年
- 中国
  - 前漢 : 文帝12年
- 朝鮮
  - 檀紀2166年
- 仏滅紀元 : 377年
- ユダヤ暦 : 3593年 - 3594年

## できごと

### ギリシア
- イリュリア王ゲンティオス（英語版）が、ルキウス・アニキウス・ガッルス率いるローマ軍にシュコドラで敗れる。ゲンティオスは捕虜としてローマに連行され、グッビオに抑留された。イリュリアはマケドニア王国の重要な同盟相手だったが、この敗戦によってマケドニアを離れ、ローマはペルセウス率いるマケドニアを効果的に弱体化させることに成功した。
- ローマの将軍ルキウス・アエミリウス・パウルス・マケドニクスが執政官に選出され、ペルセウスに釘づけにされていたローマ軍を率いるためテッサリアに到着する。
- 6月22日 - ルキウス・アエミリウス・パウルス率いるローマ軍がピュドナの戦いでペルセウス率いるマケドニア軍に圧勝。これにより第三次マケドニア戦争が終結する。ペルセウスは捕えられ、前168年に没するまでローマ近郊のアルバ・フーケンス（英語版）で虜囚として過ごすこととなった。
- マケドニア王国がローマによって4つに分割され、マケドニアに協力したギリシアの全都市が罰せられる。ローマはマケドニアの主要な一族から歴史家ポリュビオスを含む数百人を捕虜とした。

### エジプト
- プトレマイオス6世、プトレマイオス8世、クレオパトラ2世による共同支配体制は、ローマに対して支援を求める新たな要求を送った。

### セレウコス朝
- アンティオコス4世の軍はキプロスでの戦いに勝利し、知事は島を差し出した。
- アンティオコス4世はその後エジプトに再び侵攻し、下エジプトを占拠して軍はアレクサンドリア郊外に拠点を構えた。しかしローマの大使Gaius Popillius Laenasがそれに介入した。彼はアンティオコス4世に、エジプトとキプロスから即刻立ち退くよう最後通告を送った。不意を突かれたアンティオコスは検討する時間を求めたが、Popilliusは王の周りの地面に杖で円を描き、アンティオコスがこの円から出る前に明確な回答をするよう求めた。ローマとの戦争を恐れ、王は大使の要求に従うことを決めた。その見返りとして、ローマはアンティオコス4世がシリア南部を保有することを認めた。
- ヤソンはメネラウスにエルサレムの大司祭の座を譲り、アンティオコス4世はこれを自身の権力に対する侮辱と捉えた。

## 誕生
- ティベリウス・センプロニウス・グラックス、ローマの政治家（+ 紀元前133年）

## 死去
- カエキリウス・スタティウス、ローマの喜劇詩人（* 紀元前219年）
- 賈誼、前漢の政治家、詩人（* 紀元前200年）